# Dicranomyia flavigenu
Dicranomyia flavigenu là một loài ruồi trong họ Limoniidae. Chúng phân bố ở miền Cổ bắc.